# Bolesław Jankowski

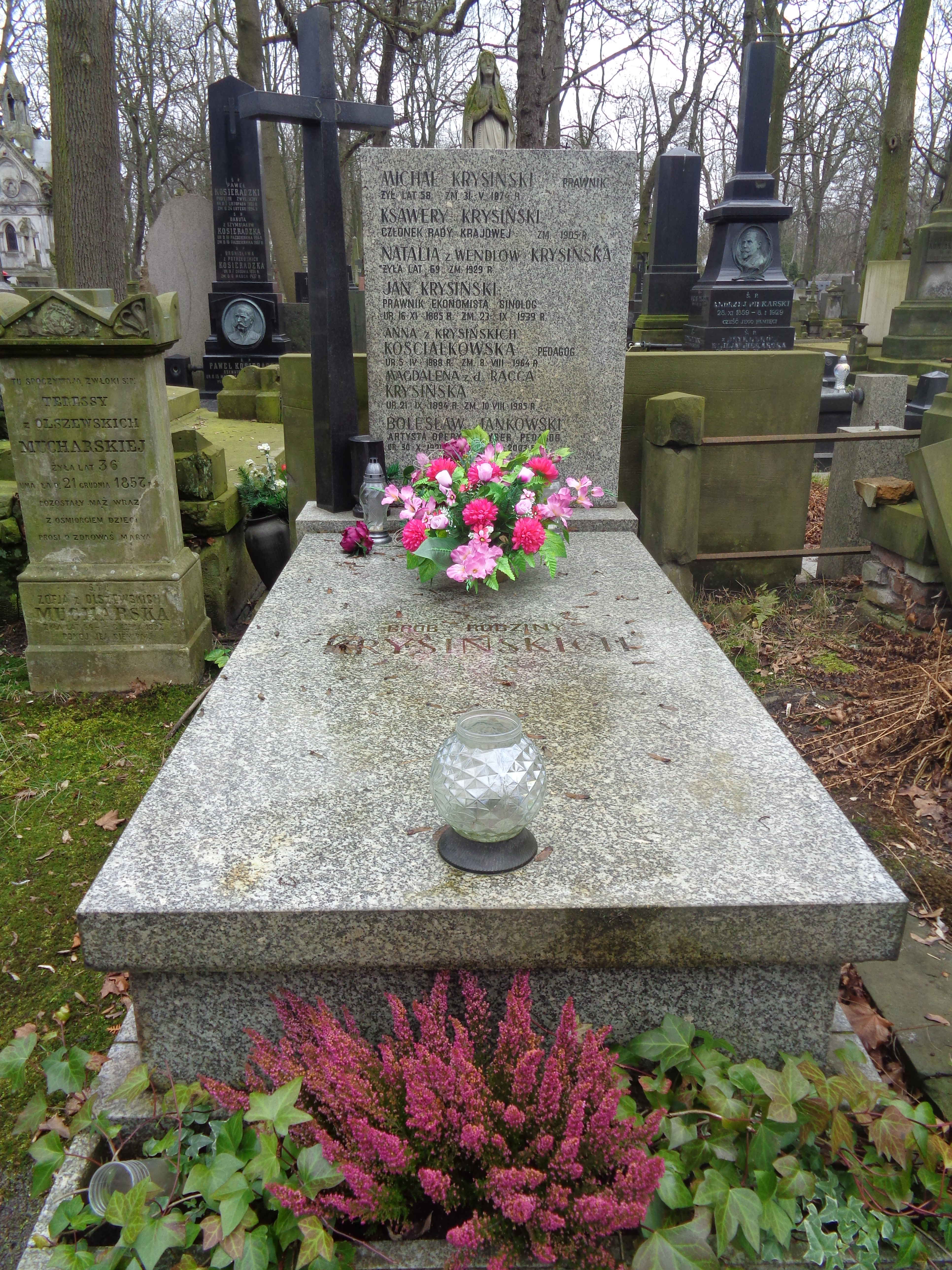
Grób Jana Krysińskiego i Bolesława Jankowskiego na cmentarzu Powązkowskim

Bolesław Jankowski (ur. 30 października 1920 we Lwowie, zm. 10 grudnia 2003 w Warszawie) – polski śpiewak, reżyser operowy, pedagog, dyrektor teatrów.

## Życiorys
W 1942 ukończył Konserwatorium Lwowskie z tytułem magistra. W latach 1950–1953 studiował na Wydziale Reżyserii Państwowej Wyższej Szkoły Teatralnej w Warszawie. Śpiewał jako solista kolejno w: Operze Lwowskiej (1944–1946), Operze Krakowskiej (1946–1947), Operze Warszawskiej (1948–1957), Teatrze Miejski – Operze w Bazylei (1958–1962), Państwowej Operze w Berlinie (1961–1962), Operze w Lubece (1961–1968), Teatrze Krajowym w Hanowerze (1962–1966) i Teatrze Krajowym w Kilonii (1962–1966). Pełnił funkcje: kierownika artystycznego Opery Objazdowej w Warszawie (1954–1956), kierownika artystycznego Operetki Śląskiej w Gliwicach (1957–1958), kierownika artystycznego Opery Śląskiej (1967–1971), dyrektora Opery Śląskiej (1970–1971), dyrektora Opery Wrocławskiej (1971–1975), zastępcy dyrektora ds. artystycznych Teatru Wielkiego w Warszawie (1984–1985). Wykładał na PWSM w Katowicach (1968–1971), PWSM we Wrocławiu (1971–1974) i Akademii Muzycznej w Warszawie (1974–1982), gdzie w latach 1978–1981 pełnił obowiązki prodziekana Wydziału Wokalno-Aktorskiego. Był także przewodniczącym Sekcji I Solistów i Dyrygentów SPAM. Zainicjował powstanie Podyplomowego Studium Menedżerów Kultury na SGH w Warszawie.
19 stycznia 1955 roku na wniosek Ministra Kultury i Sztuki został odznaczony Medalem 10-lecia Polski Ludowej.
Wykonywał m.in. partie: Hrabiego Almavivy w Weselu Figara Wolfganga Amadeusza Mozarta, tytułową w Eugeniuszu Onieginie Piotra Czajkowskiego, Marcelego w Cyganerii Giacoma Pucciniego, George'a Germonta w Traviacie Giuseppe Verdiego, Janusza w Halce Stanisława Moniuszki. Reżyserował m.in. Rigoletta Giuseppe Verdiego w Warszawie (1955) i Bytomiu (1969), Pajace Ruggiera Leoncavallo w Bytomiu (1972) i Wrocławiu (1974), Cyganerię we Wrocławiu (1974), Halkę w Mińsku (1975), Normę Vincenza Belliniego w Erywaniu (1975).
Zmarł w Warszawie, spoczywa na cmentarzu Powązkowskim (kwatera 32-4-9).